# Коробчук Петро Йосипович

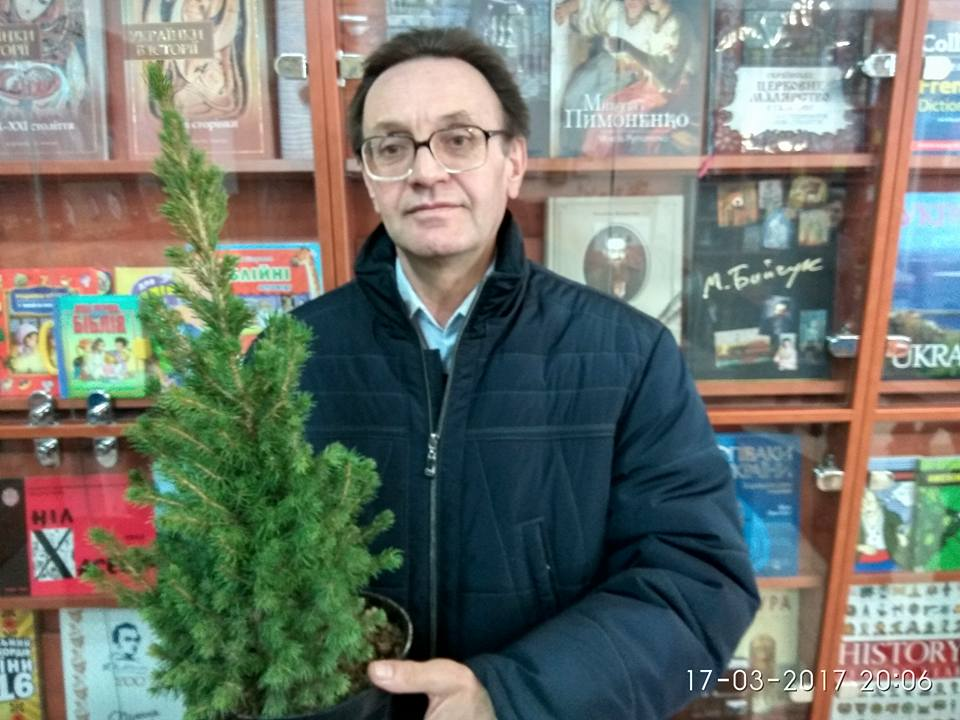

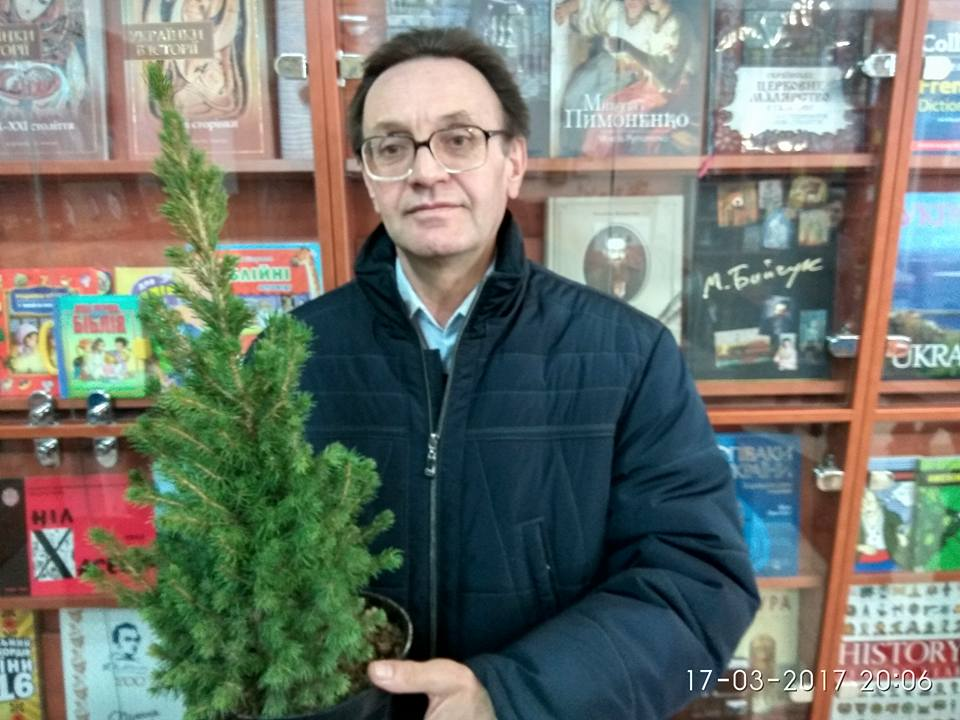
Коробчук Петро

Петрó Йóсипович Коробчýк (14 лютого 1956, Покащів, Волинська область, УССР) — український поет, перекладач, літературний критик. Член Національної спілки письменників України (з 2005 р.) та Асоціації українських письменників (з 1997 р.). Лауреат літературно-мистецьких премій.

## Біографія
Народився 14 лютого 1956 року в с. Покащів Ківерцівського району Волинської області. Закінчив місцеву восьмирічну та Дернівську середню школи, народний відділ Луцького державного культосвітнього училища (клас баяна). 
Працював вантажником, шліфувальником, теслярем-бетонярем, різноробочим, монтажником. У 2000–2004 рр. працював на посаді літературного редактора всеукраїнського ілюстрованого тижневика «Політика і культура» («ПіК»). Паралельно з роботою в «ПіКу» завідував відділом поезії літературного часопису «Молода Україна», був позаштатним літературним оглядачем газети «Вечірній Київ».
Літературно-критичні статті Петра Коробчука надруковано у періодичних виданнях: «Березіль», «День», «Дзеркало тижня», «Київ», «Кіно-Театр», «Літературний Чернігів», «Молода Україна», «Політика і культура», «Сова», «Терен», «Форма(р)т». Поетичні добірки опубліковано в альманахах, літературних журналах та збірниках: «Авжеж», «Вітрила», «Дзвін», «Література+», «Березіль», «Світязь» (1998), «Сучасність», «Терен» .
Перекладає з кримськотатарської (Номан Челебіджихан, Джеміль Керменчиклі, Бекір Чобан-заде, Рустем Муедін, Сейран Сулейман), білоруської (У. Караткєвіч), російської (Й. Бродський, А. Кушнєр).
За поетичну збірку «Боса флейта» номінувався на здобуття Національної премії України імені Т. Г. Шевченка 2013 року.
З кінця 2004 року живе і працює в Луцьку. 
Літературний редактор видавництва «Твердиня».
З 23 квітня 2015 року до червня 2016 року – голова Волинської обласної організації Національної спілки письменників України.

## Творчі здобутки
Поетичні збірки:
- «Загальний вагон» (Одеса: Астропринт, 2001),
- «Рецидив» (Львів: «Кальварія», 2003),
- «Гіллясте лице» (Київ: «Факт», 2004),
- «Боса флейта» (Луцьк: ПВД «Твердиня», 2011),
- «Архівотека, або Книжечка для себе» (Луцьк: ПВД «Твердиня», 2012),
- «Парковий період» (Луцьк: ПВД «Твердиня», 2013),
- «Адажіо Альбіноні, або Сім білих сонетів для Ніки» (Луцьк: ПВД «Твердиня», 2016),
- «Заячий холодок» (Луцьк: ПВД «Твердиня», 2023)[4][5].

Переклади/переспіви:
- «Сова на книжковій шафі» (Луцьк: ПВД «Твердиня», 2006)

Літературна критика:
- «Авалон та інші території: рецензії, статті» (Луцьк: ПВД «Твердиня», 2007)

Публікації в перекладних антологіях і книгах-білінгвах:
- «Окрушина сонця: антологія кримськотатарської поезії» (Київ: Етнос, 2003),
- «Сулейман Сейран. У твоїх очах я зорі бачу. Алі Шер'ян. Між двох світів іду» (Київ: Етнос, 2005),
- «Молитва ластівок: двотомна антологія кримськотатарської прози» (Київ: Етнос, 2006–2007),
- «Ломикамінь: антологія українського верлібру» (Львів: ЛА «Піраміда», 2018)

## Нагороди
- Лауреат Літературної премії збірника текстів «Терен» (за найкращу публікацію на сторінках збірника текстів «Терен» 1998 року, 1999),
- Лауреат Міжнародної літературної премії імені Миколи Гоголя («Тріумф») (за книги поезій «Гіллясте лице» і «Загальний вагон», 2005)[6],
- Лауреат Літературно-мистецької премії імені Агатангела Кримського (за вагомий внесок в українську літературу, активну громадську позицію, збірки поезій «Боса флейта» (2011), «Архівотека» (2012), 2013)[7].
- Лауреат літературно-мистецької премії імені Івана Франка в Одесі (в номінації «Поезія» за збірку «Заячий холодок», 2023)[8]

## Медіа
- «Громадське Інтерактивне Телебачення»: Петро Коробчук презентував збірку віршів «Заячий холодок»;